# Дидье-Пуже, Вильям
Вильям Дидье-Пуже (фр. William Didier-Pouget; 14 ноября 1864[…], Тулуза — 12 августа 1959, Digulleville) — французский художник-пейзажист.

## Биография
Родился в 1860 году в Тулузе в семье журналиста и редактора газеты Антуана Поля Жюля Эдгара Пуже. Учился живописи сперва в Школе изящных искусств Тулузы, а затем — в Париже, в мастерской пейзажиста Жана Амеде Боди. Затем брал уроки у Огюстена Огена, барбизонца, соратника более известных Коро и Курбе. Завершил своё образование в мастерской у Максима Лаланна.
С 1886 года регулярно выставлял свои работы на Салоне французских художников. К началу XX века Дидье-Пуже окончательно сформировал свою художественную манеру. Любил изображать на своих пейзажах озёра и реки, в частности реку Дордонь, в туманной дымке, рассветном или закатном освещении. Работы Дидье-Пуже охотно приобретали как французские, так и иностранные покупатели, в частности король Греции Георг I.
В 1901 году стал кавалером, а в 1933 году — офицером ордена Почётного легиона. Кроме того, был кавалером тунисского Ордена Славы (Нишан-Ифтикар). На Всемирной выставке 1913 года в Генте работы художника были удостоены золотой медали. В Париже Дидье-Пуже владел большой мастерской на бульваре Клиши.
В 1906 году женился на Кэролайн Салли (1863—1949). Его дочь Ивонна (1885—1971) тоже стала художницей.
Прожил 94 года и скончался в 1959 году в Нормандии, в значительной степени пережив свою прежнюю славу, и был похоронен на парижском кладбище Монмартр.